# Stojan Michailowski

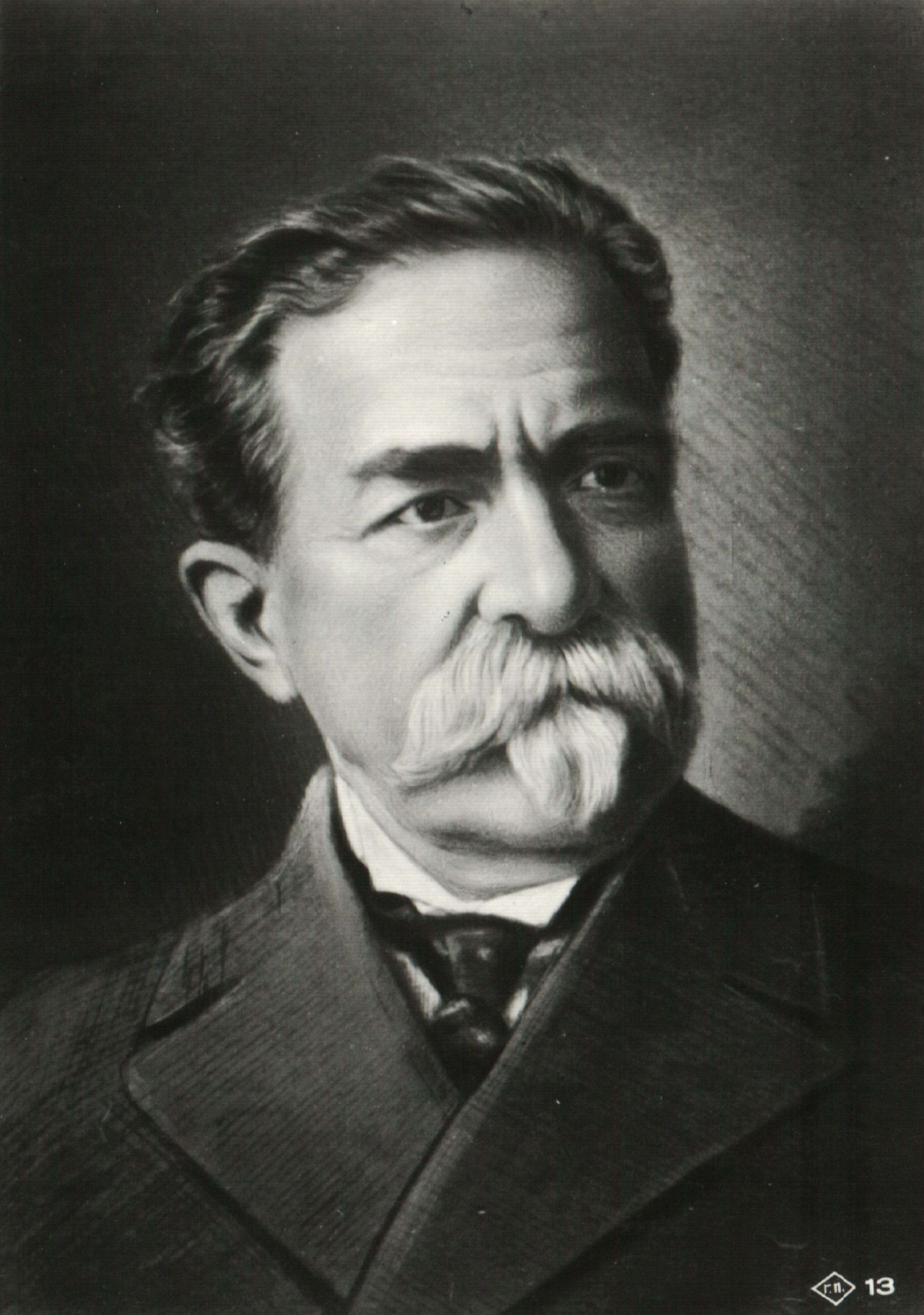
Stojan Michailowski

Stojan Nikolow Michailowski, bulgarisch Стоян Николов Михайловски, (* 7. Januar 1856 in Elena; † 3. August 1927 in Sofia) war ein bulgarischer Dichter und Satiriker.

## Leben
Michailowski studierte Rechtswissenschaften in Frankreich und arbeitete als Lehrer, Rechtsanwalt, Beamter und Hochschullehrer. Er engagiert sich auch politisch und war von 1886 bis 1887, 1894 bis 1896 und 1903 bis 1908 Mitglied der bulgarischen Nationalversammlung. Michailowski wurde 1901 gemeinsam mit General Iwan Zontschew Nachfolger von Boris Sarafow Anführer des Obersten Makedono-Odrinischen Komitees, das sich für die Autonomie von Makedonien und Thrakien einsetzte.
Michailowski verfasste Fabeln, satirische Gedichte, Poeme und Sonette.
Seit 2013 ist er Namensgeber für den Mihaylovski Crag, einen Hügel im Grahamland in der Antarktis.

## Werke (Auswahl)
- Buch für das bulgarische Volk, allegorisches Poem, 1897